# Gary Doer
Gary Albert Doer, OM (*Winnipeg, 31 de marzo de 1948 - ) es un diplomático y político canadiense.
Desde el 19 de octubre de 2009, es embajador de Canadá en los Estados Unidos de América. Anteriormente fue el vigésimo primer ministro de Manitoba (entre 1999 y el 2009), liderando el gobierno del Nuevo Partido Democrático de Manitoba.

## Biografía
Gary Doer nació en el seno de una familia de clase media de Winnipeg, Manitoba. Es de ascendencia alemana y galesa. Estudió en St. Paul's High School e estudió ciencias políticas y sociología en la Universidad de Manitoba durante un año, dejando sus estudios para laborar como oficial en el Centro de Detenciones de Vaughan Street.